# Josef Lense
Josef Lense (Viena, 28 de outubro de 1890 — Munique, 28 de dezembro de 1985) foi um físico austríaco.
De 1927 a 1928 foi professor ordinário e de 1928 a 1946 professor extraordinário de matemática aplicada da Universidade Técnica de Munique, onde foi diretor do Instituto de Matemática, de 1946 a 1961.
É juntamente com  Hans Thirring um dos descobridores do efeito de Lense Thirring.

## Obras
- Lense, J. e Thirring, H. Über den Einfluss der Eigenrotation der Zentralkörper auf die Bewegung der Planeten und Monde nach der Einsteinschen Gravitationstheorie. Physikalische Zeitschrift 19 156-63 (1918) [On the Influence of the Proper Rotation of Central Bodies on the Motions of Planets and Moons According to Einstein's Theory of Gravitation]
- Vorlesungen über höhere Mathematik. Leibniz-Verlag 1948 und weitere Auflagen.
- Vom Wesen der Mathematik und ihren Grundlagen. Leibniz-Verlag 1949.
- Kugelfunktionen. Geest und Portig 1954.
- Reihenentwicklungen in der mathematischen Physik. Verlag de Gruyter 1947, weitere Auflage 1953.
- Analytische projektive Geometrie, 1965.